# Conteville-en-Ternois
Conteville-en-Ternois je francouzská obec v departementu Pas-de-Calais v regionu Hauts-de-France. Žije zde 81 obyvatel.

## Geografie

### Sousední obce
| Růžice kompasu |                       | Hestrus |           | Růžice kompasu |
| Růžice kompasu |                       | Sever   | Huclier   | Růžice kompasu |
| Růžice kompasu | Conteville-en-Ternois |         | Huclier   | Růžice kompasu |
| Růžice kompasu | Jih                   |         | Huclier   | Růžice kompasu |
| Růžice kompasu | Hernicourt            |         | Troisvaux | Růžice kompasu |